# وليامز أوتشوا
وليامز أوتشوا (بالإسبانية: Willy Ochoa)‏ هو سياسي مكسيكي، ولد في 6 يونيو 1978 في توكستلا غوتيريز في المكسيك. حزبياً، نشط في الحزب الثوري المؤسساتي. وقد انتخب عضو مجلس النواب المكسيك خلال فترته النيابية ‏.